# Sokoto
Sokoto es una ciudad del noroeste de Nigeria que cuenta con una población de 601.893 habitantes (2007). Está ubicada a lo largo del río Sokoto en una tradicional ruta de caravanas que lleva al norte a través del Sahara. Fue la capital del imperio Fulani.
Hoy en día, Sokoto es un importante centro comercial de agricultura y curtido. Es un sitio de peregrinaje donde hay varias mezquitas, un palacio de sultán y la tumba de Usman dan Fodio y otros santuarios sagrados. La Universidad Usman dan Fodio se fundó en 1975.
- Datos: Q336350
- Multimedia: Sokoto / Q336350